# قضیه بزو
قضیه بزو یا اتحاد بزو (به انگلیسی: Bézout's identity) قضیه‌ای قدرتمند برای حلقه‌های جابجایی مجهز به الگوریتم تقسیم است. دو حالت خاص این قضیه، در مورد اعداد طبیعی و چندجمله‌ای‌ها معروف و پرکاربرد است. این قضیه را نخستین بار ریاضیدان فرانسوی اتین بزو در کتابش «نظریه عمومی معادله های جبری» اثبات کرد.

## در مجموعه اعداد طبیعی
فرض کنید {\displaystyle \;a} و {\displaystyle \;b} دو عدد صحیح باشند که دست کم یکی از آنها مخالف صفر است. در این صورت دو عدد صحیح {\displaystyle \;r} و {\displaystyle \;s} را می‌توان یافت به طوری که: {\displaystyle \;d=ra+sb} که در آن {\displaystyle \;d} ب. م. م {\displaystyle \;a} و {\displaystyle \;b} است. به عبارت دیگر حداقل یک ترکیب خطی از دو عدد صحیح {\displaystyle \;a} و {\displaystyle \;b} مساوی ب. م. م آن‌ها خواهد بود.

### صورت دیگر قضیهٔ بزو
فرض کنید {\displaystyle a} عددی صحیح و {\displaystyle m} عددی طبیعی باشد که {\displaystyle (a,m)=1}. در اینصورت عددی طبیعی یکتا مانند {\displaystyle a^{*}} وجود دارد که {\displaystyle aa^{*}\equiv 1(modm)} باشد و {\displaystyle a^{*}} را وارون ضربی {\displaystyle a} به پیمانهٔ {\displaystyle m} مینامیم.

#### برای اعدادی که متباین نیستند
اگر {\displaystyle a} عددی صحیح و {\displaystyle m} عددی طبیعی باشد {\displaystyle (a,m)} عدد در دستگاه کامل مانده های {\displaystyle m} مانند {\displaystyle a^{*}} وجود دارد که {\displaystyle aa^{*}\equiv (a,m)(modm)}

### مثال
برای {\displaystyle \;a=10} و {\displaystyle \;b=24} یک ترکیب خطیشان باید برابر با ب. م. م شان، یعنی {\displaystyle \;2} شود. اگر قرار دهیم {\displaystyle \;r=5,s=-2} آنگاه {\displaystyle \;ax+by=10\times 5+24\times (-2)=2} یا به عبارت دیگر {\displaystyle 10\times 5\equiv 2(mod24)}

وارون ضربی 10 به پیمانهٔ 7 برابر 5 است؛ یعنی،{\displaystyle 10\times 5=50\equiv 1(mod7)}

### اثبات
مجموعه کلیه ترکیب‌های خطی مثبت {\displaystyle \;a} و {\displaystyle \;b} را {\displaystyle \;P} می‌نامیم. یعنی:
{\displaystyle P=\{ax+by|x,y\in \mathbb {Z} ,ax+by>0\}}
مجموعه {\displaystyle \;P} به وضوح ناتهی است. زیرا مثلاً اگر {\displaystyle \;y} ناصفر باشد، با {\displaystyle \;x=0,y=b} یک عضو مثبت برای آن به دست می‌آید.
چون همه اعضای {\displaystyle \;P} مثبت اند، پس {\displaystyle \;P} کوچکترین عضو دارد. آن را {\displaystyle \;d} می‌نامیم و فرض می‌کنیم {\displaystyle \;d=ax'+by'>0}. ادعا می‌کنیم {\displaystyle \;d} مساوی ب. م. م {\displaystyle \;a} و {\displaystyle \;b} است. برای این کار، {\displaystyle \;a} را بر {\displaystyle \;d} تقسیم می‌کنیم. بنابر الگوریتم تقسیم، خارج قسمت {\displaystyle \;q} و باقی‌مانده {\displaystyle \;r} (که {\displaystyle 0\leq r\leq d}) وجود دارند که: {\displaystyle \;a=dq+r}. حال باید نشان دهیم {\displaystyle \;r=0} اگر {\displaystyle \;r>0} آنگاه چون داریم
{\displaystyle \;r=a-dq=a-(ax'+by')q=a-ax'q-by'q=a(1-qx')+b(-y'q)}
یعنی یک ترکیب خطی از {\displaystyle \;a} و {\displaystyle \;b} برابر با {\displaystyle \;r} مثبت شده‌است که عددی کم تر از {\displaystyle \;d} است. این تناقض است. زیرا {\displaystyle \;d} کوچکترین ترکیب خطی مثبت {\displaystyle \;a} و {\displaystyle \;b} بود. پس فرض اولیه درست نبود. یعنی داریم {\displaystyle \;r=0}. به عبارت دیگر {\displaystyle \;a} و مشابها {\displaystyle \;b} بر {\displaystyle \;d} بخش پذیر اند. ثابت شد {\displaystyle \;d} مقسوم علیه مشترک {\displaystyle \;a} و {\displaystyle \;b} است. اثبات بزرگترین مقسوم علیه مشترک بودن آن مانده‌است. اگر {\displaystyle \;d'} ب. م. م آن دو باشد، چون {\displaystyle \;a} و {\displaystyle \;b} هر دو بر {\displaystyle \ d'} بخش پذیر اند، پس هر ترکیب خطی آن دو نیز بر {\displaystyle \;d'} بخش پذیر اند. به ویژه {\displaystyle \;d=ax'+by'}. پس {\displaystyle \;d} از {\displaystyle \;d'} کوچکتر نیست و به عبارت دقیق تر، خود {\displaystyle \;d'} است.

## در مجموعهچندجمله‌ای‌هایبا ضرایب صحیح
اگر {\displaystyle \;a(x)} و {\displaystyle \;b(x)} دو چندجمله‌ای با ضرایب صحیح باشند، آنگاه چندجمله‌ای‌های {\displaystyle \;r(x)} و {\displaystyle \;s(x)} با ضرایب صحیح وجود دارند که
{\displaystyle a(x)\times r(x)+b(x)\times s(x)} برابر با ب. م. م {\displaystyle \;a(x)} و {\displaystyle \;b(x)} شود.

### اثبات
چون در مجموعه چندجمله‌ای‌های با ضرایب صحیح، الگوریتم تقسیم درست است، مشابه اثبات قضیه برای مجموعه اعداد طبیعی، برای این صورت نیز جواب می‌دهد. (البته با تغییر اسامی و متغیرها)